# Мамедова, Асия Али кызы
Асия Али кызы Мамедова (азерб. Asya Əli qızı Məmmədova; 5 апреля 1928, Джебраильский уезд — 6 сентября 2007, Баку) — советский азербайджанский хлебороб, Герой Социалистического Труда (1948).

## Биография
Родилась 5 апреля 1928 года в селе Довлетярлы Джебраильского уезда Азербайджанской ССР (ныне село в Физулинском районе Азербайджана).
В 1944-1959 годах — звеньевая колхоза имени Сталина, заведующая библиотекой, секретарь Карягинского районного комитета комсомола, председатель Довлетярлинского сельского совета. С 1959 года — заведующая Физулинской коконосушилкой. В 1947 году получила урожай пшеницы 31,62 центнер с гектара на площади 10 гектаров.
Указом Президиума Верховного Совета СССР от 10 марта 1948 года за получение в 1947 году высоких урожаев пшеницы Мамедовой Аси Али кызы присвоено звание Героя Социалистического Труда с вручением ордена Ленина и золотой медали «Серп и Молот».
Активно участвовала в общественной жизни Азербайджана. Член КПСС с 1950 года.
С 2002 года президентский пенсионер.
Скончалась 6 сентября 2007 года.